# Іваньковська ГЕС
Іваньковська ГЕС — гідроелектростанція на річці Волга, входить до складу Волзько-Камського каскаду ГЕС, належить до системи каналу імені Москви, одна з гідроелектростанцій каналу імені Москви. Розташована в місті Дубна, на півночі Московської області, за 125 км від Москви.

## Історія
Назва походить від розташованого колишнього однойменного селища, яке у 1960 році увійшло до складу міста Дубна.
Рішення про будівництво каналу імені Москви, частиною споруд якого є Іваньковська ГЕС, було ухвалено 15 червня 1931 року. Перші будівельники, ув'язнені ДмитровЛага, прибули на майданчик станції 25 вересня 1933 року, того ж року були й розпочаті земляні роботи. У березні 1934 року було відсипані перемички лівобережного котловану, 23 серпня 1934 року покладено перший бетон. При спорудженні греблі ГЕС вперше в СРСР широко використовувався спосіб намиву. 23 березня 1937 року розпочато заповнення Іваньковського водосховища, на той час найбільшого в СРСР. Перший гідроагрегат станції був введений в експлуатацію у грудні 1937 року, другий — у грудні 1938 року.
10 жовтня 1941 року, при наближенні німецьких військ, було ухвалено рішення про демонтаж та евакуацію обладнання ГЕС. Персонал станції встиг демонтувати турбіну та статор генератора № 1, які були занурені на баржу та відправлені вниз за течією Волги. Наприкінці листопада 1941 року, коли німецькі війська намагалися форсувати Іваньковське водосховище по льоду, працівники станції здійснили екстрене скидання води з водосховища, в результаті його рівень знизився на 2 метри, лід став осідати і ламатися, зробивши водосховище непрохідним для техніки. У листопаді 1941 року, коли виникла загроза захоплення німцями, Іваньковська ГЕС була підготовлена до вибуху силами саперних частин (114-й ОМІБ та спецвзвод № 17) під загальним командуванням старшого помічника начальника 2-го відділу інженерного управління Західного фронту. Після завершення боїв під Москвою, демонтоване обладнання повернули на станцію. Частково розібраний, але не евакуйований гідроагрегат № 2 підключений до роботи у грудні 1941 року, гідроагрегат № 2 — 1 травня 1942 року.
У травні-червні 1943 року, після проведення авіацією Великобританії операції «Chastise» (англ. покарання, порка), в ході якої союзникам вдалося зруйнувати греблі в Рурському регіоні Німеччини, оборона Іваньковського гідровузла була суттєво посилена зенітним озброєнням та протиторпедними мережами. 

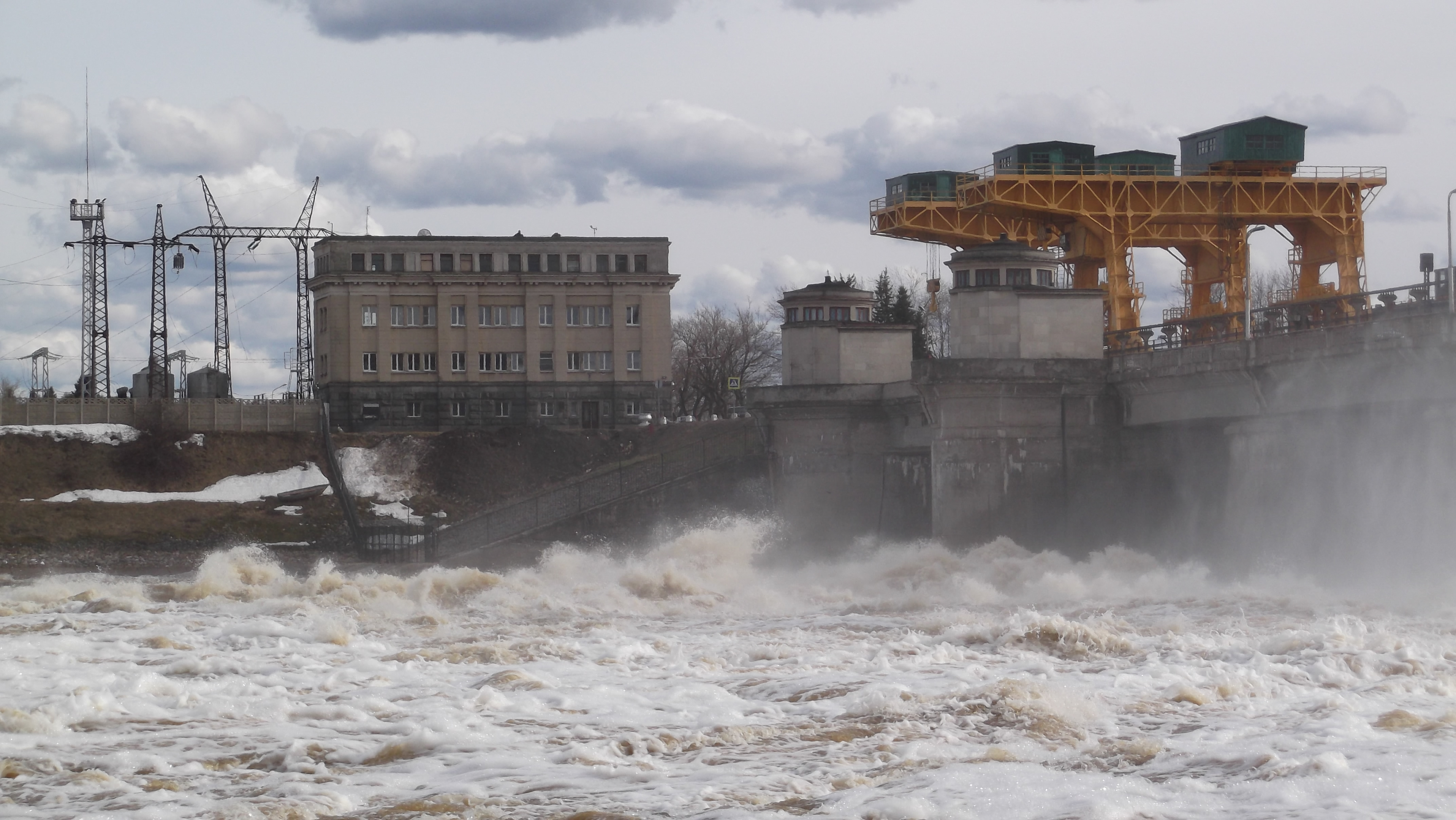
Іваньковська ГЕС

У 2007—2008 роках для гідрогенераторів Іваньковської ГЕС була виготовлена нова сучасна система збудження. Після 80-річної експлуатації обладнання ГЕС застаріло та поступово модернізується. Станом на 2018 рік замінено системи збудження генераторів, силові трансформатори, реконструйовано розподільчий пристрій. Опрацьовується проєкт модернізації Іваньковської ГЕС із заміною гідроагрегатів, що дозволить збільшити потужність станції до 36 МВт, а вироблення — до 107 млн кВт·год. Наразі обладнання ГЕС модернізується, зокрема, відповідно до інформації, наданої на офіційному сайті ТОВ «СКБ ЕЦМ».

## Характеристики
Іваньківська ГЕС, накопичуючи у водосховищі та подаючи у канал імені Москви воду, забезпечує  водопостачання Москви, обводнення річок Москви та Клязьми, річкове судноплавство. За час експлуатації станція виробила майже 10 млрд кВт·год електроенергії.
Споруди ГЕС:

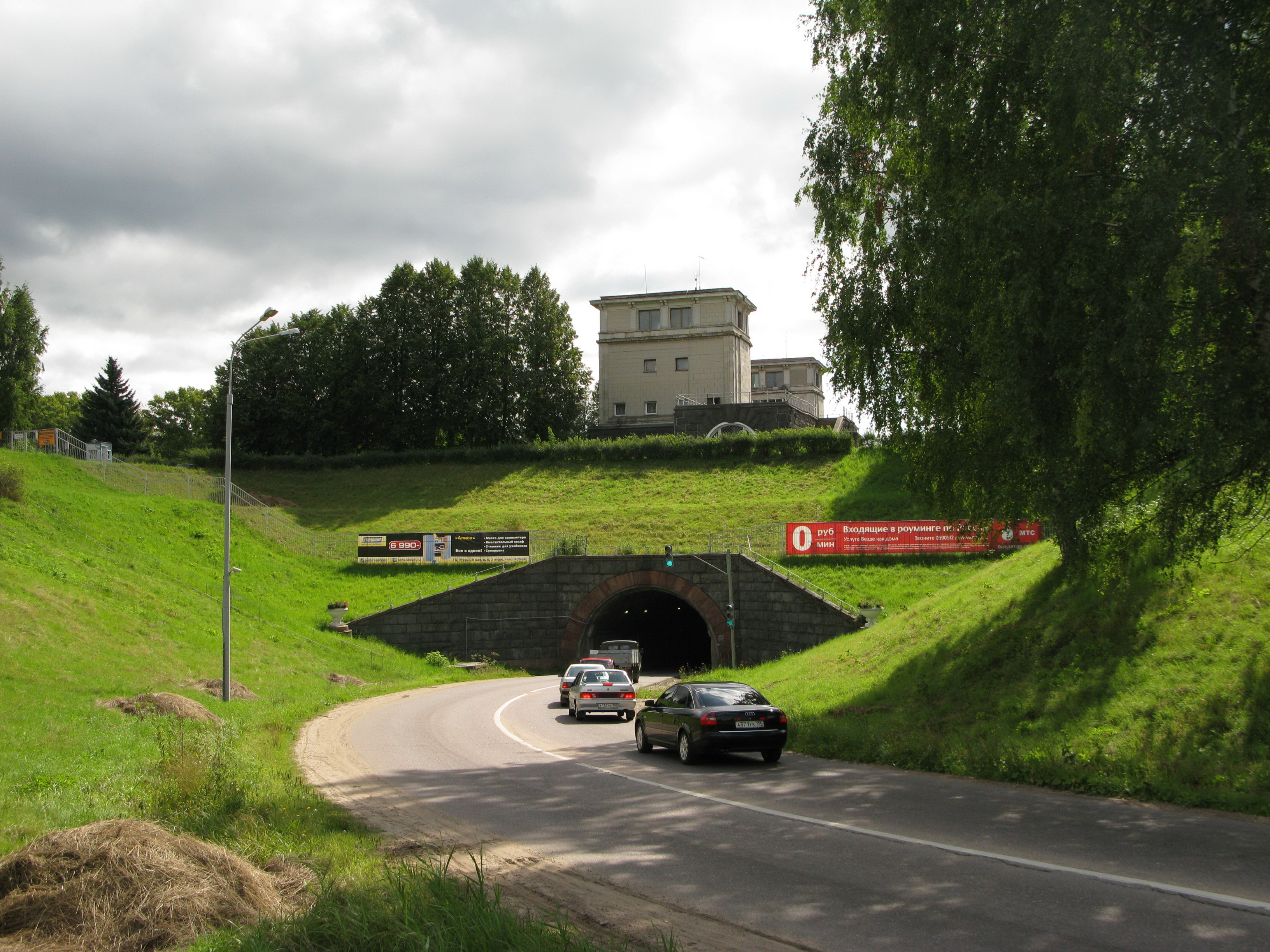
Автомобільний туннель під шлюзами ГЕС

- земляна гребля довжиною 350 м і найбільшою висотою 22,5 м;
- земляна дамба довжиною 8 км;
- бетонна водозливна гребля довжиною 216 м і найбільшою висотою 29 м;
- однонитковий однокамерний судноплавний шлюз;
- будівля ГЕС відкритого типу.

Спорудами ГЕС прокладений автомобільний перехід.
Потужність ГЕС — 30 МВт, середньорічне вироблення — 89 млн кВт·год (194 млн кВт·год у 2004 році). У будівлі ГЕС встановлено два поворотно-лопаткових гідроагрегати потужністю по 15 МВт, що працюють при розрахунковому напорі 12,5 м. Напірні споруди ГЕС утворюють велике Іваньковське водосховище площею 327 км², повним і корисним об'ємом 1,12 та 0,81 км³.
ГЕС працює на стоці річки Волги, що залишився після забору в канал імені Москви.